# Poa ibarii
Poa ibarii är en gräsart som beskrevs av Rodolfo Amando Philippi. Poa ibarii ingår i släktet gröen, och familjen gräs. Inga underarter finns listade i Catalogue of Life.